# Steingaden
Steingaden – miejscowość i gmina w Niemczech, w kraju związkowym Bawaria, w rejencji Górna Bawaria, w regionie Oberland, w powiecie Weilheim-Schongau, siedziba wspólnoty administracyjnej Steingaden. Leży około 27 km na południowy zachód od Weilheim in Oberbayern, przy drodze B17.

## Zabytki
- Kościół pielgrzymkowy w Wies, pw. Wniebowstąpienia NMP. Wybudowany przez braci Dominikusa i Jana Baptystę Zimmermannów w latach 1746-1754 w stylu rokoko. Od 1983 wpisany na listę światowego dziedzictwa UNESCO
- Kościół klasztorny w Steingaden - pierwotnie romański kościół, przebudowany w stylu barokowym.
- Kościół w Ilge (Mariä Heimsuchung)
- Kościół pw. Świętego Krzyża na Górze Krzyży (Heilig Kreuz)
- Kościół pw. św. Marii Magdaleny w Urspring (St. Maria Magdalena)

## Galeria

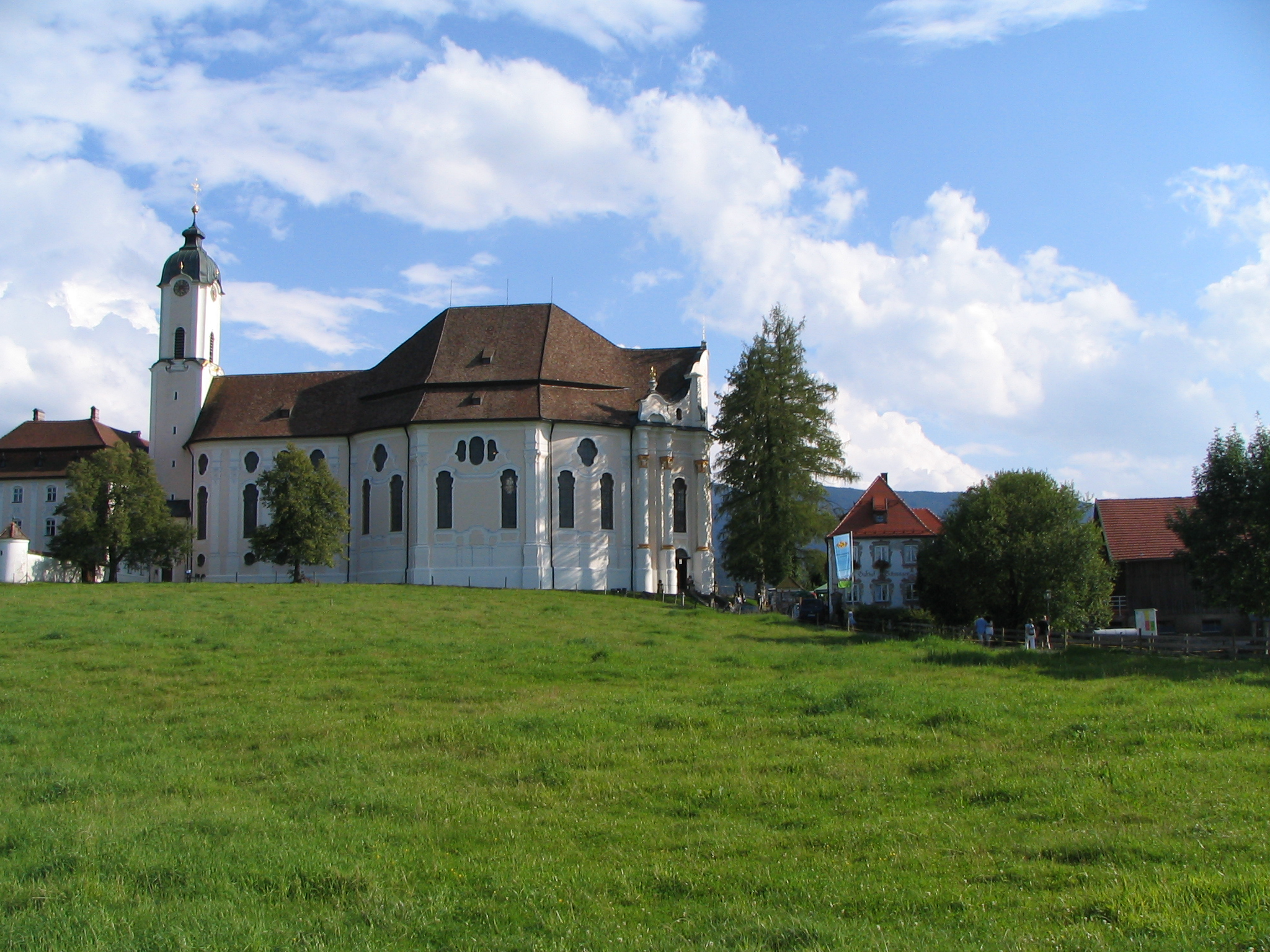
Kościół pielgrzymkowy w Wies
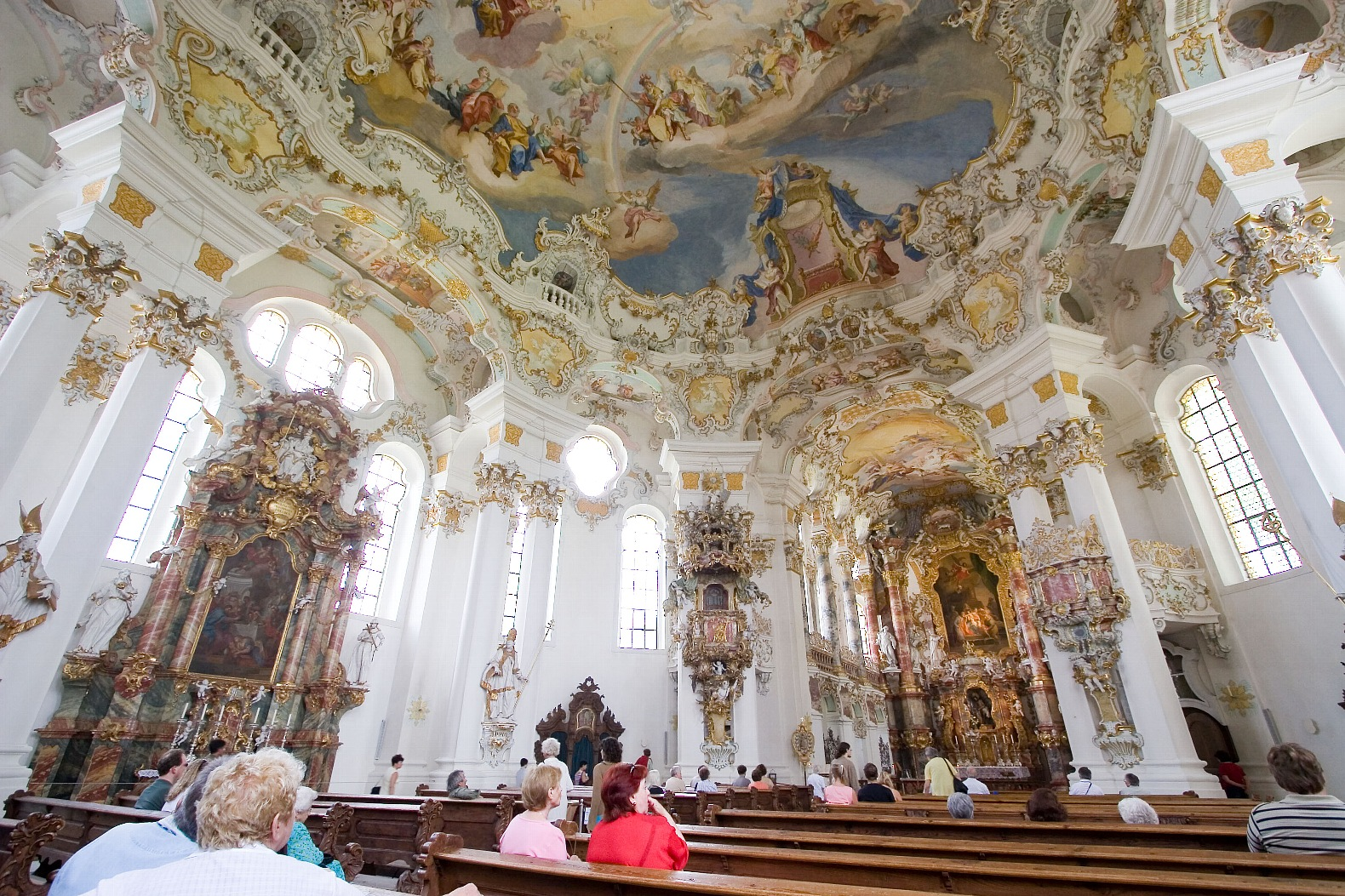
Kościół pielgrzymkowy w Wies, wnętrze
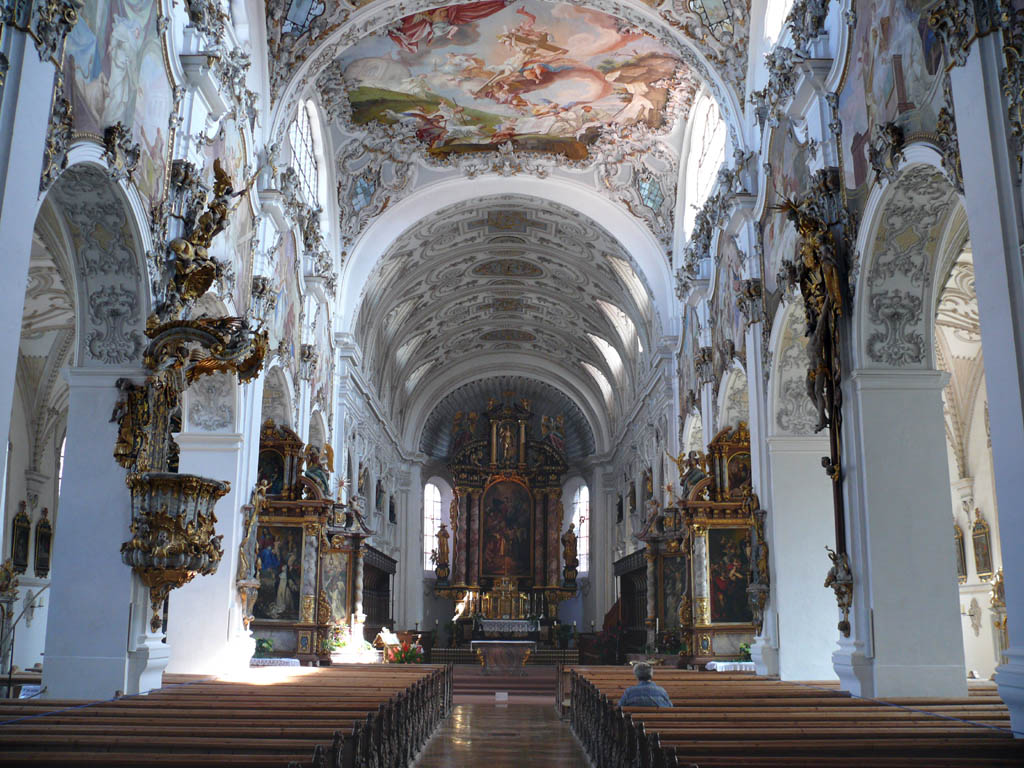
Kościół klasztorny w Steingaden, wnętrze
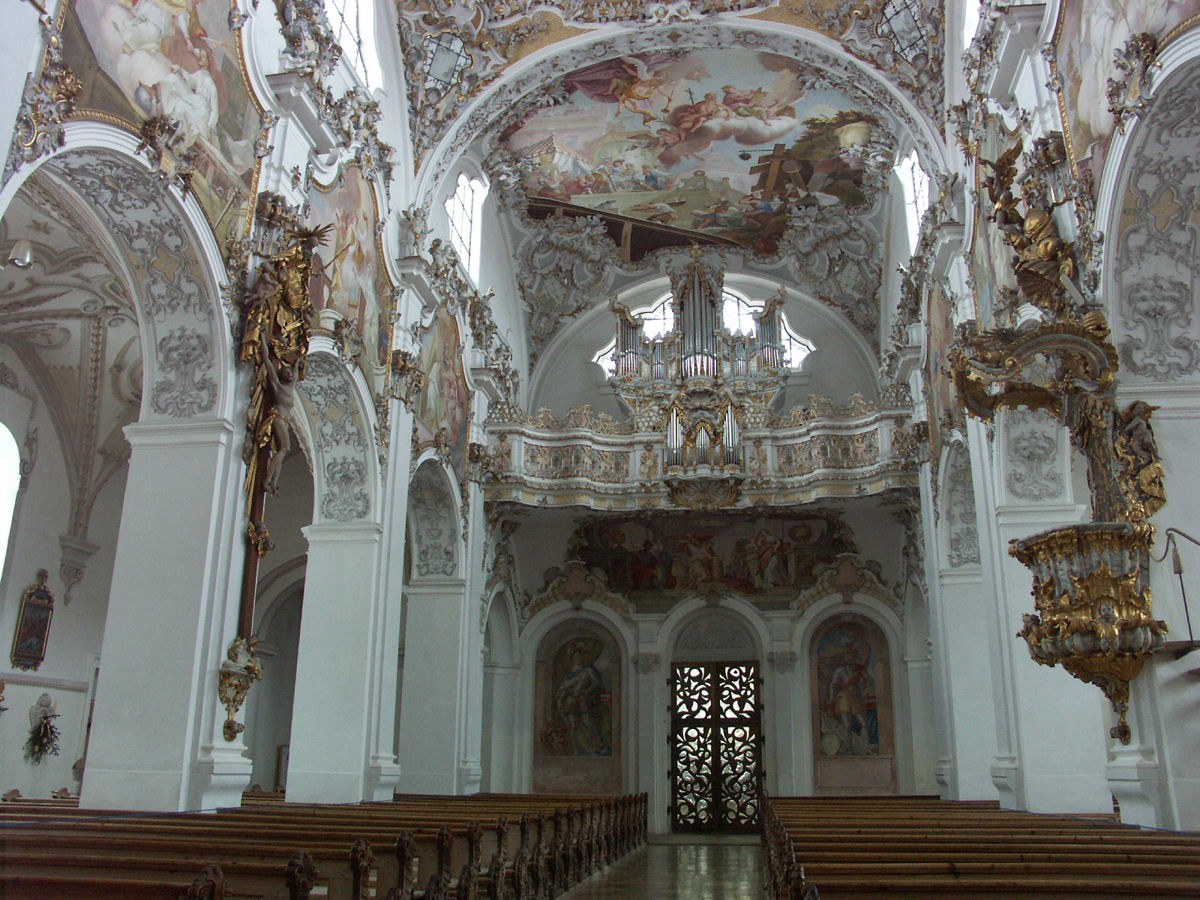
Kościół klasztorny w Steingaden, wnętrze

## Demografia
Dane o ludności z 31 grudnia 2008:
| Opis                                | Ogółem | Ogółem | Kobiety | Kobiety | Mężczyźni | Mężczyźni |
| ----------------------------------- | ------ | ------ | ------- | ------- | --------- | --------- |
| Jednostka                           | osób   | %      | osób    | %       | osób      | %         |
| Populacja                           | 2753   | 100    | 1381    | 50,16   | 1372      | 49,84     |
| Wiek przedprodukcyjny (0–17 lat)    | 613    | 22,27  | 294     | 10,68   | 319       | 11,59     |
| Wiek produkcyjny (18–65 lat)        | 1600   | 58,12  | 790     | 28,7    | 810       | 29,42     |
| Wiek poprodukcyjny (powyżej 65 lat) | 540    | 19,61  | 297     | 10,79   | 243       | 8,83      |

## Polityka
Wójtem gminy jest Xaver Wörle, rada gminy składa się z 14 osób.
|      | CSU/UWV/PFW | FL | Razem |
| 2008 | 11          | 3  | 14    |
| 2002 | 12          | 2  | 14    |